# Giuseppe Giannetto
Giuseppe Emanuel Giannetto Pace (Burgio, Sicilia, Italia 18 de septiembre de 1951) es un profesor universitario italo-venezolano. Fue rector de la Universidad Central de Venezuela de 2000 a 2004. Asimismo, fue Presidente de la Asociación Venezolana de Rectores (2001-04). Es Licenciado en Química (1976) y logró el título de PhD en Química en 1985. Alcanzó el escalafón de Profesor Titular en el año 1992. 

## Biografía

### Primeros años
Es el segundo de cinco hijos, de padres sicilianos que emigraron de Italia, al llegar a Venezuela se establecieron en una pensión que quedaba en las esquinas de Truco a Cardones a media cuadra de la avenida Baralt de Caracas a partir del año 1957. De padre comerciante y madre costurera, (aunque su madre no quería que estudiara, por dificultades económicas), su padre soñaba con tener un hijo dottore. Empezó sus estudios en el colegio privado Santos Michelena de Caracas y en segundo grado pasó al Colegio Nacional 5 de julio, entre las esquinas de Amadores a Urapal, donde estudió el resto de la primaria.
Aunque Giuseppe quería estudiar Filosofía y su padre que estudiara Medicina, terminó estudiando Química influenciado por un profesor de quinto año de bachillerato. Al graduarse comenzó a trabajar en la Facultad de Ingeniería de la Universidad Central de Venezuela como docente. Posteriormente realizó un doctorado en el área de catálisis, en la Universidad de Poitiers, Francia. Al finalizar, regresó a Venezuela a continuar con sus labores como docente investigador.

### Rectorado
Le nombraron director de la Escuela de Ingeniería de Petróleo, y de allí pasó a ser coordinador de investigación de la Facultad de Ingeniería. Después de eso, Antonio París (Decano de la Facultad de Medicina en ese momento), lo convenció de que se postulara como vicerrector académico de la UCV, cargo que ganó y ocupó entre los años 1996 y 2000. Realizó su gestión como vicerrector y ello llevó a que la comunidad universitaria le postulara luego como rector en las elecciones del año 2000. Durante sus primeros años como rector se concretó la declaratoria de Patrimonio Mundial de la Humanidad de la Ciudad Universitaria de Caracas (CUC) por la UNESCO, la restitución del Jardín Botánico de Caracas y de la Zona Rental en Plaza Venezuela.
En este período se produce la llamada “toma de la universidad” el 28 de marzo de 2001 por un grupo conformado por estudiantes y empleados de la universidad que promulgaban una revolución universitaria y que terminó en revuelta, que se prolongó hasta el 3 de mayo de 2001. Este movimiento consistió en la toma por 36 días del edificio del rectorado. Durante este episodio el rector electo se mantuvo en el cargo, defendiendo la autonomía universitaria.